# Rex Nettleford
Ralston „Rex“ Milton Nettleford OM, OCC (* 3. Februar 1933 in Falmouth; † 2. Februar 2010 in Washington, D.C., USA) war ein jamaikanischer Kulturwissenschaftler, Hochschullehrer und Choreograph. Er war 1962 Mitbegründer der National Dance Theatre Company of Jamaica (NDTC) und von 1998 bis 2004 Vize-Kanzler der University of the West Indies (UWI).

## Leben und Wirken
Nettleford wurde am 3. Februar 1933 als Sohn einer unverheirateten Mutter in der Küstenstadt Falmouth geboren. Er wuchs bei seiner Großmutter auf, die im ländlichen Cockpit Country, im Landesinnern der Insel lebte. Dort kam er in seiner Jugend in Kontakt mit der Kultur und den Traditionen der Maroons, Nachkommen entlaufener Sklaven, die sich in die Berge zurückgezogen hatten. Trotz seiner Herkunft aus bescheidenen Verhältnissen besuchte er durch ein Stipendium ermöglicht das renommierte Cornwall College in Montego Bay. Schon dort zeigte sich bei Schultanzveranstaltungen sein Talent für Tanz und Choreographie. Er studierte anschließend am University College of the West Indies in Kingston, wo er 1953 den Bachelor-Abschluss in Geschichtswissenschaft machte. Er erhielt ein Rhodes-Stipendium und studierte Politikwissenschaft am Oriel College der University of Oxford, das er mit dem Master of Philosophy abschloss.
Nach seinem Studium in England kehrte er 1959 nach Jamaika zurück, bekam eine Anstellung an der University of the West Indies (UWI) in Kingston und machte 1961 als Co-Autor von The Rastafari Movement in Kingston, Jamaica, einer Studie zur Rastafari-Bewegung, auf sich aufmerksam. Anders als die meisten seiner Zeitgenossen, die diese Bewegung als gefährlich und extremistisch ansahen, erkannte Nettleford darin vor allem den Widerstand gegen die gesellschaftlichen Verhältnisse, den Glauben an Selbstbestimmung und den Willen, der eigenen dunklen Vergangenheit zu entkommen, worin er den entscheidenden psychologischen Schritt ausmachte, der es der jamaikanischen Gesellschaft ermögliche, sich vom Ballast der Vergangenheit zu befreien. Davon handelte u. a. auch sein Werk Mirror, Mirror: Identity, Race and Protest in Jamaica (1970), worin er das ambivalente Verhältnis schwarzer Jamaikaner zu ihren afrikanischen Wurzeln, die Sehnsucht diese zu verleugnen und sich mit den kulturellen Symbolen der weißen Oberschicht zu identifizieren, analysierte. In weiteren zahlreichen Schriften etablierte er sich als Historiker und Gesellschaftskritiker.
1962 gehörte Nettleford zu den Gründern der National Dance Theatre Company of Jamaica (NDTC). Bis zu seinem Tod im Jahr 2010 war er als dessen künstlerischer Direktor und Chef-Choreograph tätig sowie als langjähriger führender Tänzer. Er vereinigte im Repertoire der NDTC afrikanische Traditionen und europäische Einflüsse, traditionelle jamaikanische Musik und europäisches Ballett, wodurch er maßgeblich Anteil hatte an der Schaffung einer neuen nationalen Identität des 1962 unabhängig gewordenen Jamaikas. Zu den ersten Erfolgen zählten Choreographien zur Musik und den Botschaften von Bob Marley, Jimmy Cliff und Toots Hibbert, die auch Jahrzehnte später noch zum Repertoire der NDTC gehörten. Obwohl sich das Ensemble des Tanztheaters aus nebenberuflichen, ehrenamtlich tätigen Tänzern zusammensetzte, feierte man auf Tourneen in Europa und Nordamerika große Erfolge und galt bald als eine der herausragenden kulturellen Institutionen der Karibik.
Nettleford war zeitlebens für die UWI tätig, zunächst ab 1959 als Direktor des Extra-Mural Department (Abteilung für Teilzeitstudium) und der School of Continuing Studies (Schule für fortgesetztes Studium). 1964 gründete er das Trade Union Education Institute (Gewerkschaftliches Erziehungs-Institut) am University College, dessen Direktor er wurde. Der Professor für Cultural studies Nettleford wurde im Jahr 1986 stellvertretender Vize-Kanzler, bis er 1998 zum Vize-Kanzler der UWI ernannt wurde. Er übte diese Funktion bis zu seinem Ruhestand im Jahr 2004 aus. Er war auch als Herausgeber des Jamaica Journal und des Caribbean Quarterly tätig, Zeitschriften die den talentiertesten Akademikern der Region eine Plattform boten.
Daneben war er in den 1970ern Kulturberater für Premierminister Michael Manley, und zuletzt auch für Premierminister Bruce Golding. Neben Beratertätigkeiten für verschiedene Regierungen aus der Karibik-Region war Nettleford auch für internationale Organisationen tätig, so für die CARICOM, die Organisation Amerikanischer Staaten, für das Executive Board der UNESCO und für die Weltbank. Seit 2008 war er Mitglied der UN-Arbeitsgruppe für Menschen aus Afrika des UN-Menschenrechtsrats.
Am 27. Januar 2010 erlitt er, während eines Aufenthalts in Washington, D.C., wo er sich wegen einer Spendenaktion für die UWI aufhielt, einen Herzinfarkt und wurde ins George Washington University Hospital eingeliefert. Nach einigen Tagen auf der Intensivstation des Krankenhauses starb Rex Nettleford am 2. Februar 2010, wenige Stunden vor seinem 77. Geburtstag.

## Auszeichnungen
- Student of the Year, University College of the West Indies (1954/55)
- Order of Merit (Jamaika) (1975)
- Goldene Musgrave-Medaille des Institute of Jamaica (1981)
- Order of the Caribbean Community (2008)
- Chancellor’s Medal der University of the West Indies (2009)
- zahlreiche Ehrendoktorwürden und Ehrentitel diverser Universitäten (u. a. University of Toronto, University of Oxford)